# Kokkai Futoshi
Kokkai Futoshi (japanisch 黒海 太), eigentlich Lewan Merab Zaguria (georgisch ლევან მერაბ ცაგურია; * 10. März 1981 in Suchumi, AbASSR, Georgische SSR, UdSSR) ist ein ehemaliger georgischer Sumōringer. Sein Kampfname (shikona) „Kokkai“ bedeutet „schwarzes Meer“ und spielt damit auf seine Herkunft an.
Kokkai begann 2001 mit dem Sumō und konnte sich in nur 16 Turnieren bis zur Makuuchi-Division vorkämpfen, die er schon 2004 erreichte. Seine Beförderung in die oberste Division verdiente er sich mit einem 14-1-Sieg in  einem Jūryō-Turnier. Dieser war bereits sein vierter Turniersieg in den unteren Divisionen. Kokkai war der erste Europäer, der jemals in der Makuuchi rang. Ihm folgten aber bald der Russe Rohō und der Bulgare Kotoōshū. Hinter letztgenanntem blieb Kokkai leistungsmäßig bisher zurück. Im Juli 2005 überraschte er mit einem Sieg über Yokozuna Asashōryū und wurde für seinen Kampfgeist ausgezeichnet (Kanto-Shō). Danach erhielt er mit der Ernennung zum Komusubi erstmals einen Sanyaku-Rang. Nach 43 aufeinanderfolgenden Turnieren in der Spitzenliga musste Kokkai mit einer Ellenbogenverletzung und einem daraus resultierenden 3-12 im Januar 2011 absteigen; eine Rückkehr in die Makuuchi im September und November des gleichen Jahres war nicht von Dauer. Danach folgte eine von Verletzungen geprägte Zeit, in der Kokkai aus dem Maiturnier aussteigen musste und monatelang nicht mehr am regulären Trainingsbetrieb teilnehmen konnte. Während des Aki-Basho 2012 teilte sein Oyakata mit, dass Kokkai infolge seiner schlechten körperlichen Verfassung seine Karriere beendet. Er beabsichtige, nach Georgien zurückzukehren.
Auch sein jüngerer Bruder war ab September 2005 unter dem Ringernamen „Tsukasaumi“ aktiv. Er musste aber nach einigen guten Ergebnissen verletzungsbedingt zurücktreten.